# NGC 3132
NGC 3132 (nota anche come C 74) è una nebulosa planetaria visibile nella costellazione delle Vele; è talvolta chiamata Nebulosa Anello del sud, in contrapposizione con la ben nota Nebulosa Anello.
Si trova nella parte settentrionale della costellazione, 2 gradi a nord-ovest della stella q Velorum. Le foto della nebulosa rivelano due stelle molto vicine, una di decima e l'altra di sedicesima magnitudine apparente. La vera stella centrale, responsabile della formazione della nebulosa, è la più debole delle due; questa stella centrale possiede una superficie molto calda, di circa 100.000 K, ed emette intensa radiazione ultravioletta, che illumina i gas della nebulosa. Questo guscio gassoso si espande alla velocità di circa 24 km/s. La distanza è stimata sui 2000 anni luce.
NGC 3132 è uno dei corpi celesti selezionati per l'acquisizione delle prime immagini e analisi spettroscopiche del telescopio spaziale James Webb.